# Papuapsylla zenoa
Papuapsylla zenoa är en loppart som beskrevs av Mardon 1976. Papuapsylla zenoa ingår i släktet Papuapsylla och familjen Stivaliidae. Inga underarter finns listade i Catalogue of Life.